# Distretto di Atkaracalar
Il distretto di Atkaracalar (in turco Atkaracalar ilçesi) è uno dei distretti della provincia di Çankırı, in Turchia.